# Achraf Hakimi
Achraf Hakimi Mouh (AFI: /ʔaʃ.raf ħa.ki.mi muħ/, in arabo أشرف حكيمي موح‎?, in berbero ⴰⵛⵔⴰⴼ ⵃⴰⴽⵉⵎⵉ ⵎⵓⵃ; Madrid, 4 novembre 1998) è un calciatore marocchino, difensore o centrocampista del Paris Saint-Germain e della nazionale marocchina della quale è capitano.
Considerato tra i terzini destri più forti della sua generazione, è cresciuto nel settore giovanile del Real Madrid, con cui ha debuttato tra i professionisti. Con il club spagnolo ha vinto una Supercoppa di Spagna (2017), una UEFA Champions League (2017-18), una Supercoppa UEFA (2017) e una Coppa del mondo per club FIFA (2017). Dal 2018 al 2020 ha giocato per i tedeschi del Borussia Dortmund, con cui si è aggiudicato una Supercoppa di Germania (2019). Dal 2020 al 2021 ha giocato con l'Inter, con cui ha vinto un campionato italiano (2020-21), e nel 2021 si è trasferito al Paris Saint-Germain, con cui ha vinto quattro campionati francesi (2022, 2023, 2024 e 2025), due Supercoppe di Francia (2022 e 2023), due coppe di francia (2024 e 2025) ed una seconda Champions League (2024-2025).

## Vita privata
Hakimi è sposato con l'attrice spagnola Hiba Abouk. La coppia ha due figli, nati nel 2020 e 2022, Amín e Naim.
Nel 2023 è stato accusato di stupro e si è separato dalla moglie. Il 27 marzo 2023, Hiba Abouk ha rilasciato una dichiarazione sul suo account Instagram, confermando che la coppia si è separata ed è in attesa della procedura di divorzio.
Hakimi è musulmano praticante.

## Caratteristiche tecniche
Nato come terzino destro ed impiegato spesso anche da esterno di centrocampo e da terzino sinistro, e talvolta da ala su entrambe le fasce, è un calciatore molto versatile grazie alla sua abilità nel possesso palla e alla sua tecnica ed estrema velocità palla al piede. Vanta un tiro molto potente e preciso che lo rende un ottimo tiratore di punizioni. Molto abile in fase offensiva, si distingue anche per come imposta l'azione tramite lanci lunghi. Bravo in fase di rifinitura, è pericoloso negli inserimenti. In fase difensiva è bravo nelle situazioni dinamiche. Inarrestabile quando viene lanciato in velocità negli spazi lasciati dalle difese avversarie.

## Carriera

### Club

#### Esordi e Real Madrid Castilla
Dopo aver mosso i primi passi nell'Ofigevi, a 8 anni entra nel settore giovanile del Real Madrid. Compiuta la trafila delle giovanili, nel 2016 viene inserito dall'allenatore Santiago Solari nella rosa del Real M. Castilla, militante in Segunda División B. L'esordio tra i professionisti arriva il 20 agosto 2016, in occasione della vittoria casalinga contro la Real Sociedad B per 3-2. Il 25 settembre successivo mette a segno la sua prima rete, in occasione del pareggio esterno contro il Fuenlabrada per 1-1. Conclude la sua prima stagione tra i professionisti con un bottino di 28 presenze e una rete.

#### Real Madrid

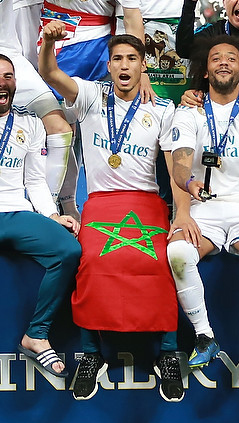
Hakimi durante le celebrazioni con il per la vittoria della UEFA Champions League 2017-2018.

Nel corso della stagione 2016-2017 riceve la sua prima convocazione in prima squadra in gennaio in vista della sfida in Copa del Rey contro il Celta Vigo. Il 1º ottobre 2017 fa il suo esordio con la maglia della prima squadra in occasione della vittoria casalinga contro l'Espanyol per 2-0, disputando tutta la partita. Il 17 ottobre successivo disputa la sua prima partita di UEFA Champions League in occasione del pareggio contro gli inglesi del Tottenham per 1-1. Il 9 dicembre mette a segno la sua prima rete nel massimo campionato spagnolo, in occasione della vittoria contro il Siviglia per 5-0.
Il 16 dicembre successivo vince la Coppa del mondo per club in virtù della vittoria sui brasiliani del Grêmio per 1-0. Il 26 maggio 2018, seppur non disputando la finale, vince la sua prima UEFA Champions League grazie al successo del Real Madrid sugli inglesi del Liverpool per 3-1. Chiude la sua prima stagione in prima squadra con un bottino di due trofei vinti, 17 presenze e 2 reti messe a segno.

#### Borussia Dortmund
L'11 luglio 2018 viene ufficializzato il suo trasferimento, in prestito biennale, ai tedeschi del Borussia Dortmund. L'esordio arriva il 26 settembre successivo, in occasione della vittoria casalinga contro il Norimberga; nella stessa partita mette a segno anche il primo gol con la nuova maglia.
Inizia la stagione successiva conquistando la Supercoppa di Germania nella finale vinta per 2-0 contro il Bayern Monaco. Il 2 ottobre 2019 realizza la sua prima doppietta in carriera, nella vittoria esterna in Champions League contro lo Slavia Praga per 2-0, ripetendosi il 5 novembre, in occasione della vittoria casalinga in Champions League contro l'Inter per 3-2. Conclude l'annata con 46 presenze e 9 gol, che portano il totale della sua esperienza con il Borussia Dortmund a 74 presenze e 12 reti in tutte le competizioni.

#### Inter
Il 2 luglio 2020 viene ufficializzato il suo passaggio all'Inter, a titolo definitivo, per 40 milioni di euro più 5 milioni di bonus. Debutta in Serie A il 26 settembre successivo nella vittoria per 4-3 contro la Fiorentina, servendo anche un assist. Quattro giorni dopo realizza il suo primo gol con la maglia dell'Inter, nella vittoria esterna per 5-2 contro il Benevento. Debutta in UEFA Champions League coi nerazzurri il 27 ottobre, nella gara pareggiata per 0-0 contro lo Shakhtar. Segna la sua prima doppietta con i nerazzurri il 5 dicembre 2020, nel 3-1 contro il Bologna. Nel prima stagione all'Inter vince lo scudetto con 37 presenze, 7 gol segnati e 8 assist forniti.

#### Paris Saint-Germain
Il 6 luglio 2021 passa a titolo definitivo al Paris Saint-Germain, con cui firma un contratto quinquennale, per 60 milioni di euro più 11 milioni di bonus. Debutta nella finale di Supercoppa francese, persa contro il Lilla. Titolare all'esordio di campionato, segna il gol del momentaneo 1-1 nella partita vinta per 1-2 in trasferta contro il Troyes. Nella stagione 2021-2022 si aggiudica il campionato francese, con 32 presenze, 4 reti segnate e 6 assist forniti. Alla fine di luglio del 2022 vince anche la Supercoppa di Francia. Il 31 maggio 2025 vince la sua seconda UEFA Champions League, siglando il gol che apre le marcature nel successo per 5-0 contro l'Inter nella finale disputata a Monaco di Baviera. 

### Nazionale

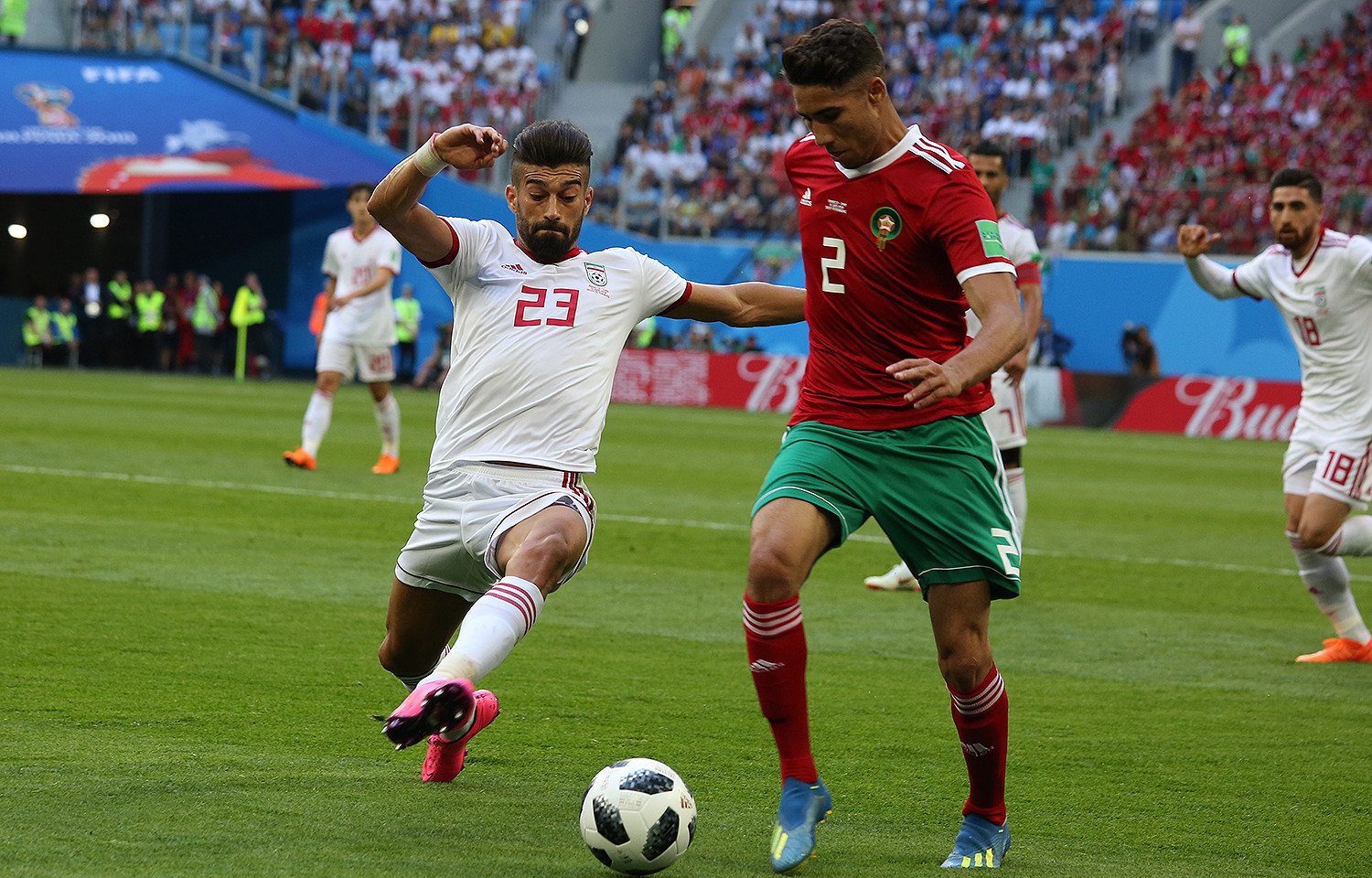
Hakimi in azione con la nazionale marocchina in una partita contro l' al mondiale 2018.

L'11 ottobre 2016, a soli 17 anni, fa il suo esordio con la maglia della nazionale marocchina in occasione dell'amichevole vinta contro il Canada per 4-0. Il 1º settembre 2017 mette a segno la sua prima rete in occasione della partita valida per le qualificazioni al campionato mondiale 2018 vinta contro il Mali per 6-0. Da quella partita in avanti diventa un punto fermo della nazionale.
Il 17 maggio 2018 viene selezionato dal commissario tecnico Hervé Renard nella lista dei 23 calciatori che partecipano al campionato mondiale di Russia. L'esordio in tale competizione arriva il 15 giugno successivo.
Convocato per disputare la fase finale del campionato del mondo 2022, viene schierato come titolare in tutte le partite disputate dal Marocco nella rassegna, tra cui l'incontro valido per gli ottavi di finale contro la Spagna: in questa circostanza, stante lo 0-0 con cui si sono conclusi i tempi supplementari, trasforma, ai tiri di rigore, il penalty decisivo, che conduce i Leoni dell'Atlante per la prima volta nella storia ai quarti di finale di un campionato mondiale. Dopo aver concluso il torneo al quarto posto, nel dicembre successivo Hakimi e il resto della rosa marocchina sono stati insigniti dell'Ordine del Trono durante un ricevimento al Palazzo Reale di Rabat.
Viene convocato come fuori quota con la nazionale olimpica ai giochi di Parigi 2024, segna due gol, il primo battendo gli Stati Uniti per 4-0, e poi nella finalina per la medaglia di bronzo vinta dal Marocco dove Hakimi segna la rete del definitivo 6-0 sconfiggendo l'Egitto.

## Statistiche

### Presenze e reti nei club
Statistiche aggiornate al 13 agosto 2025.
| Stagione                   | Squadra                    | Campionato                 | Campionato | Campionato | Coppe nazionali | Coppe nazionali | Coppe nazionali | Coppe continentali | Coppe continentali | Coppe continentali | Altre coppe | Altre coppe | Altre coppe | Totale | Totale |
| Stagione                   | Squadra                    | Comp                       | Pres       | Reti       | Comp            | Pres            | Reti            | Comp               | Pres               | Reti               | Comp        | Pres        | Reti        | Pres   | Reti   |
| -------------------------- | -------------------------- | -------------------------- | ---------- | ---------- | --------------- | --------------- | --------------- | ------------------ | ------------------ | ------------------ | ----------- | ----------- | ----------- | ------ | ------ |
| 2016-2017                  | Real M. Castilla           | SDB                        | 28         | 1          | -               | -               | -               | -                  | -                  | -                  | -           | -           | -           | 28     | 1      |
| 2017-2018                  | Real Madrid                | PD                         | 9          | 2          | CR              | 5               | 0               | UCL                | 2                  | 0                  | SU+SS+Cmc   | 0+0+1       | 0           | 17     | 2      |
| 2018-2019                  | Borussia Dortmund          | BL                         | 21         | 2          | CG              | 2               | 1               | UCL                | 5                  | 0                  | -           | -           | -           | 28     | 3      |
| 2019-2020                  | Borussia Dortmund          | BL                         | 33         | 5          | CG              | 3               | 0               | UCL                | 8                  | 4                  | SG          | 1           | 0           | 45     | 9      |
| Totale Borussia Dortmund   | Totale Borussia Dortmund   | Totale Borussia Dortmund   | 54         | 7          |                 | 5               | 1               |                    | 13                 | 4                  |             | 1           | 0           | 73     | 12     |
| 2020-2021                  | Inter                      | A                          | 37         | 7          | CI              | 3               | 0               | UCL                | 5                  | 0                  | -           | -           | -           | 45     | 7      |
| 2021-2022                  | Paris Saint-Germain        | L1                         | 32         | 4          | CF              | 0               | 0               | UCL                | 8                  | 0                  | SF          | 1           | 0           | 41     | 4      |
| 2022-2023                  | Paris Saint-Germain        | L1                         | 28         | 5          | CF              | 2               | 0               | UCL                | 8                  | 0                  | SF          | 1           | 0           | 39     | 5      |
| 2023-2024                  | Paris Saint-Germain        | L1                         | 25         | 4          | CF              | 3               | 0               | UCL                | 11                 | 1                  | SF          | 1           | 0           | 40     | 5      |
| 2024-2025                  | Paris Saint-Germain        | L1                         | 25         | 4          | CF              | 5               | 1               | UCL                | 17                 | 4                  | SF+Cmc      | 1+4         | 0+2         | 52     | 11     |
| 2025-2026                  | Paris Saint-Germain        | L1                         | -          | -          | CF              | -               | -               | UCL                | -                  | -                  | SU          | 1           | 0           | 1      | 0      |
| Totale Paris Saint-Germain | Totale Paris Saint-Germain | Totale Paris Saint-Germain | 110        | 17         |                 | 10              | 1               |                    | 44                 | 5                  |             | 9           | 2           | 173    | 25     |
| Totale carriera            | Totale carriera            | Totale carriera            | 238        | 34         |                 | 23              | 2               |                    | 59                 | 6                  |             | 11          | 2           | 332    | 47     |

### Cronologia presenze e reti in nazionale
| Cronologia completa delle presenze e delle reti in nazionale ― Marocco | Cronologia completa delle presenze e delle reti in nazionale ― Marocco | Cronologia completa delle presenze e delle reti in nazionale ― Marocco | Cronologia completa delle presenze e delle reti in nazionale ― Marocco | Cronologia completa delle presenze e delle reti in nazionale ― Marocco | Cronologia completa delle presenze e delle reti in nazionale ― Marocco | Cronologia completa delle presenze e delle reti in nazionale ― Marocco | Cronologia completa delle presenze e delle reti in nazionale ― Marocco |
| Data                                                                   | Città                                                                  | In casa                                                                | Risultato                                                              | Ospiti                                                                 | Competizione                                                           | Reti                                                                   | Note                                                                   |
| ---------------------------------------------------------------------- | ---------------------------------------------------------------------- | ---------------------------------------------------------------------- | ---------------------------------------------------------------------- | ---------------------------------------------------------------------- | ---------------------------------------------------------------------- | ---------------------------------------------------------------------- | ---------------------------------------------------------------------- |
| 11-10-2016                                                             | Marrakech                                                              | Marocco                                                                | 4 – 0                                                                  | Canada                                                                 | Amichevole                                                             | -                                                                      | 67’                                                                    |
| 1-9-2017                                                               | Rabat                                                                  | Marocco                                                                | 6 – 0                                                                  | Mali                                                                   | Qual. Mondiali 2018                                                    | 1                                                                      |                                                                        |
| 5-9-2017                                                               | Bamako                                                                 | Mali                                                                   | 0 – 0                                                                  | Marocco                                                                | Qual. Mondiali 2018                                                    | -                                                                      |                                                                        |
| 7-10-2017                                                              | Casablanca                                                             | Marocco                                                                | 3 – 0                                                                  | Gabon                                                                  | Qual. Mondiali 2018                                                    | -                                                                      |                                                                        |
| 10-10-2017                                                             | Bienne                                                                 | Corea del Sud                                                          | 1 – 3                                                                  | Marocco                                                                | Amichevole                                                             | -                                                                      | 31’                                                                    |
| 11-11-2017                                                             | Abidjan                                                                | Costa d'Avorio                                                         | 0 – 2                                                                  | Marocco                                                                | Qual. Mondiali 2018                                                    | -                                                                      |                                                                        |
| 27-3-2018                                                              | Casablanca                                                             | Marocco                                                                | 2 – 0                                                                  | Uzbekistan                                                             | Amichevole                                                             | -                                                                      |                                                                        |
| 31-5-2018                                                              | Carouge                                                                | Marocco                                                                | 0 – 0                                                                  | Ucraina                                                                | Amichevole                                                             | -                                                                      | 46’                                                                    |
| 4-6-2018                                                               | Ginevra                                                                | Slovacchia                                                             | 1 – 2                                                                  | Marocco                                                                | Amichevole                                                             | -                                                                      |                                                                        |
| 9-6-2018                                                               | Tallinn                                                                | Estonia                                                                | 1 – 3                                                                  | Marocco                                                                | Amichevole                                                             | -                                                                      | 76’                                                                    |
| 15-6-2018                                                              | San Pietroburgo                                                        | Marocco                                                                | 0 – 1                                                                  | Iran                                                                   | Mondiali 2018 - 1º turno                                               | -                                                                      |                                                                        |
| 20-6-2018                                                              | Mosca                                                                  | Portogallo                                                             | 1 – 0                                                                  | Marocco                                                                | Mondiali 2018 - 1º turno                                               | -                                                                      |                                                                        |
| 25-6-2018                                                              | Kaliningrad                                                            | Spagna                                                                 | 2 – 2                                                                  | Marocco                                                                | Mondiali 2018 - 1º turno                                               | -                                                                      | 90+3’                                                                  |
| 8-9-2018                                                               | Casablanca                                                             | Marocco                                                                | 3 – 0                                                                  | Malawi                                                                 | Qual. Coppa d'Africa 2019                                              | -                                                                      |                                                                        |
| 13-10-2018                                                             | Casablanca                                                             | Marocco                                                                | 1 – 0                                                                  | Comore                                                                 | Qual. Coppa d'Africa 2019                                              | -                                                                      |                                                                        |
| 16-10-2018                                                             | Mitsamiouli                                                            | Comore                                                                 | 2 – 2                                                                  | Marocco                                                                | Qual. Coppa d'Africa 2019                                              | -                                                                      |                                                                        |
| 16-11-2018                                                             | Casablanca                                                             | Marocco                                                                | 2 – 0                                                                  | Camerun                                                                | Qual. Coppa d'Africa 2019                                              | -                                                                      |                                                                        |
| 20-11-2018                                                             | Radès                                                                  | Tunisia                                                                | 0 – 1                                                                  | Marocco                                                                | Amichevole                                                             | -                                                                      | 69’                                                                    |
| 26-3-2019                                                              | Tangeri                                                                | Marocco                                                                | 0 – 1                                                                  | Argentina                                                              | Amichevole                                                             | -                                                                      |                                                                        |
| 12-6-2019                                                              | Marrakech                                                              | Marocco                                                                | 0 – 1                                                                  | Gambia                                                                 | Amichevole                                                             | -                                                                      | 46’                                                                    |
| 16-6-2019                                                              | Marrakech                                                              | Marocco                                                                | 2 – 3                                                                  | Zambia                                                                 | Amichevole                                                             | -                                                                      | 42’                                                                    |
| 23-6-2019                                                              | Il Cairo                                                               | Marocco                                                                | 1 – 0                                                                  | Namibia                                                                | Coppa d'Africa 2019 - 1º turno                                         | -                                                                      |                                                                        |
| 28-6-2019                                                              | Il Cairo                                                               | Marocco                                                                | 1 – 0                                                                  | Costa d'Avorio                                                         | Coppa d'Africa 2019 - 1º turno                                         | -                                                                      |                                                                        |
| 1-7-2019                                                               | Il Cairo                                                               | Sudafrica                                                              | 0 – 1                                                                  | Marocco                                                                | Coppa d'Africa 2019 - 1º turno                                         | -                                                                      |                                                                        |
| 5-7-2019                                                               | Il Cairo                                                               | Marocco                                                                | 1 – 1 dts (1 – 4 dtr)                                                  | Benin                                                                  | Coppa d'Africa 2019 - Ottavi di finale                                 | -                                                                      |                                                                        |
| 15-10-2019                                                             | Tangeri                                                                | Marocco                                                                | 2 – 3                                                                  | Gabon                                                                  | Amichevole                                                             | -                                                                      |                                                                        |
| 15-11-2019                                                             | Rabat                                                                  | Marocco                                                                | 0 – 0                                                                  | Mauritania                                                             | Qual. Coppa d'Africa 2021                                              | -                                                                      |                                                                        |
| 19-11-2019                                                             | Bujumbura                                                              | Burundi                                                                | 0 – 3                                                                  | Marocco                                                                | Qual. Coppa d'Africa 2021                                              | 1                                                                      |                                                                        |
| 9-10-2020                                                              | Rabat                                                                  | Marocco                                                                | 3 – 1                                                                  | Senegal                                                                | Amichevole                                                             | -                                                                      |                                                                        |
| 13-10-2020                                                             | Rabat                                                                  | Marocco                                                                | 1 – 1                                                                  | RD del Congo                                                           | Amichevole                                                             | -                                                                      | 72’                                                                    |
| 13-11-2020                                                             | Casablanca                                                             | Marocco                                                                | 4 – 1                                                                  | Rep. Centrafricana                                                     | Qual. Coppa d'Africa 2021                                              | 1                                                                      | 59’                                                                    |
| 17-11-2020                                                             | Douala                                                                 | Rep. Centrafricana                                                     | 0 – 2                                                                  | Marocco                                                                | Qual. Coppa d'Africa 2021                                              | -                                                                      | 78’                                                                    |
| 26-3-2021                                                              | Nouakchott                                                             | Mauritania                                                             | 0 – 0                                                                  | Marocco                                                                | Qual. Coppa d'Africa 2021                                              | -                                                                      |                                                                        |
| 30-3-2021                                                              | Rabat                                                                  | Marocco                                                                | 1 – 0                                                                  | Burundi                                                                | Qual. Coppa d'Africa 2021                                              | -                                                                      | 68’                                                                    |
| 8-6-2021                                                               | Rabat                                                                  | Marocco                                                                | 1 – 0                                                                  | Ghana                                                                  | Amichevole                                                             | -                                                                      |                                                                        |
| 12-6-2021                                                              | Rabat                                                                  | Marocco                                                                | 1 – 0                                                                  | Burkina Faso                                                           | Amichevole                                                             | 1                                                                      |                                                                        |
| 2-9-2021                                                               | Rabat                                                                  | Marocco                                                                | 2 – 0                                                                  | Sudan                                                                  | Qual. Mondiali 2022                                                    | -                                                                      |                                                                        |
| 6-10-2021                                                              | Rabat                                                                  | Marocco                                                                | 5 – 0                                                                  | Guinea-Bissau                                                          | Qual. Mondiali 2022                                                    | 1                                                                      |                                                                        |
| 9-10-2021                                                              | Bissau                                                                 | Guinea-Bissau                                                          | 0 – 3                                                                  | Marocco                                                                | Qual. Mondiali 2022                                                    | -                                                                      |                                                                        |
| 12-10-2021                                                             | Rabat                                                                  | Guinea                                                                 | 1 – 4                                                                  | Marocco                                                                | Qual. Mondiali 2022                                                    | -                                                                      |                                                                        |
| 12-11-2021                                                             | Rabat                                                                  | Sudan                                                                  | 0 – 3                                                                  | Marocco                                                                | Qual. Mondiali 2022                                                    | -                                                                      | 82’                                                                    |
| 10-1-2022                                                              | Yaoundé                                                                | Marocco                                                                | 1 – 0                                                                  | Ghana                                                                  | Coppa d'Africa 2021 - 1º turno                                         | -                                                                      |                                                                        |
| 14-1-2022                                                              | Yaoundé                                                                | Marocco                                                                | 2 – 0                                                                  | Comore                                                                 | Coppa d'Africa 2021 - 1º turno                                         | -                                                                      | 42’                                                                    |
| 18-1-2022                                                              | Yaoundé                                                                | Gabon                                                                  | 2 – 2                                                                  | Marocco                                                                | Coppa d'Africa 2021 - 1º turno                                         | 1                                                                      |                                                                        |
| 25-1-2022                                                              | Yaoundé                                                                | Marocco                                                                | 2 – 1                                                                  | Malawi                                                                 | Coppa d'Africa 2021 - Ottavi di finale                                 | 1                                                                      |                                                                        |
| 30-1-2022                                                              | Yaoundé                                                                | Egitto                                                                 | 2 – 1 dts                                                              | Marocco                                                                | Coppa d'Africa 2021 - Quarti di finale                                 | -                                                                      | 78’                                                                    |
| 25-3-2022                                                              | Kinshasa                                                               | RD del Congo                                                           | 1 – 1                                                                  | Marocco                                                                | Qual. Mondiali 2022                                                    | -                                                                      |                                                                        |
| 29-3-2022                                                              | Casablanca                                                             | Marocco                                                                | 4 – 1                                                                  | RD del Congo                                                           | Qual. Mondiali 2022                                                    | 1                                                                      |                                                                        |
| 2-6-2022                                                               | Cincinnati                                                             | Stati Uniti                                                            | 3 – 0                                                                  | Marocco                                                                | Amichevole                                                             | -                                                                      | 61’ 77’                                                                |
| 9-6-2022                                                               | Rabat                                                                  | Marocco                                                                | 2 – 1                                                                  | Sudafrica                                                              | Qual. Coppa d'Africa 2023                                              | -                                                                      |                                                                        |
| 13-6-2022                                                              | Casablanca                                                             | Liberia                                                                | 0 – 2                                                                  | Marocco                                                                | Qual. Coppa d'Africa 2023                                              | -                                                                      |                                                                        |
| 23-9-2022                                                              | Cornellà de Llobregat                                                  | Marocco                                                                | 2 – 0                                                                  | Cile                                                                   | Amichevole                                                             | -                                                                      |                                                                        |
| 27-9-2022                                                              | Siviglia                                                               | Paraguay                                                               | 0 – 0                                                                  | Marocco                                                                | Amichevole                                                             | -                                                                      |                                                                        |
| 17-11-2022                                                             | Sharja                                                                 | Marocco                                                                | 3 – 0                                                                  | Georgia                                                                | Amichevole                                                             | -                                                                      | 46’                                                                    |
| 23-11-2022                                                             | Al Khawr                                                               | Marocco                                                                | 0 – 0                                                                  | Croazia                                                                | Mondiali 2022 - 1º turno                                               | -                                                                      |                                                                        |
| 27-11-2022                                                             | Doha                                                                   | Belgio                                                                 | 0 – 2                                                                  | Marocco                                                                | Mondiali 2022 - 1º turno                                               | -                                                                      | 68’                                                                    |
| 1-12-2022                                                              | Doha                                                                   | Canada                                                                 | 1 – 2                                                                  | Marocco                                                                | Mondiali 2022 - 1º turno                                               | -                                                                      | 85’                                                                    |
| 6-12-2022                                                              | Al Rayyan                                                              | Marocco                                                                | 0 – 0 dts (3 – 0 dtr)                                                  | Spagna                                                                 | Mondiali 2022 - Ottavi di finale                                       | -                                                                      |                                                                        |
| 10-12-2022                                                             | Doha                                                                   | Marocco                                                                | 1 – 0                                                                  | Portogallo                                                             | Mondiali 2022 - Quarti di finale                                       | -                                                                      |                                                                        |
| 14-12-2022                                                             | Al Khor                                                                | Francia                                                                | 2 – 0                                                                  | Marocco                                                                | Mondiali 2022 - Semifinale                                             | -                                                                      |                                                                        |
| 17-12-2022                                                             | Al Rayyan                                                              | Croazia                                                                | 2 – 1                                                                  | Marocco                                                                | Mondiali 2022 - Finale 3º posto                                        | -                                                                      |                                                                        |
| 25-3-2023                                                              | Tangeri                                                                | Marocco                                                                | 2 – 1                                                                  | Brasile                                                                | Amichevole                                                             | -                                                                      | 53’                                                                    |
| 12-6-2023                                                              | Rabat                                                                  | Marocco                                                                | 0 – 0                                                                  | Capo Verde                                                             | Amichevole                                                             | -                                                                      |                                                                        |
| 17-6-2023                                                              | Durban                                                                 | Sudafrica                                                              | 2 – 1                                                                  | Marocco                                                                | Qual. Coppa d'Africa 2023                                              | -                                                                      |                                                                        |
| 12-9-2023                                                              | Lens                                                                   | Marocco                                                                | 1 – 0                                                                  | Burkina Faso                                                           | Amichevole                                                             | -                                                                      | 63’                                                                    |
| 14-10-2023                                                             | Abidjan                                                                | Costa d'Avorio                                                         | 1 – 1                                                                  | Marocco                                                                | Amichevole                                                             | -                                                                      |                                                                        |
| 17-10-2023                                                             | Agadir                                                                 | Marocco                                                                | 3 – 0                                                                  | Liberia                                                                | Qual. Coppa d'Africa 2023                                              | -                                                                      |                                                                        |
| 21-11-2023                                                             | Dar es Salaam                                                          | Tanzania                                                               | 0 – 2                                                                  | Marocco                                                                | Qual. Mondiali 2026                                                    | -                                                                      | 52’                                                                    |
| 11-1-2024                                                              | San-Pédro                                                              | Marocco                                                                | 3 – 1                                                                  | Sierra Leone                                                           | Amichevole                                                             | -                                                                      | cap.                                                                   |
| 17-1-2024                                                              | San-Pédro                                                              | Marocco                                                                | 3 – 0                                                                  | Tanzania                                                               | Coppa d'Africa 2023 - 1º turno                                         | -                                                                      |                                                                        |
| 21-1-2024                                                              | San-Pédro                                                              | Marocco                                                                | 1 – 1                                                                  | RD del Congo                                                           | Coppa d'Africa 2023 - 1º turno                                         | 1                                                                      |                                                                        |
| 24-1-2024                                                              | San-Pédro                                                              | Zambia                                                                 | 0 – 1                                                                  | Marocco                                                                | Coppa d'Africa 2023 - 1º turno                                         | -                                                                      | 81’                                                                    |
| 30-1-2024                                                              | San-Pédro                                                              | Marocco                                                                | 0 – 2                                                                  | Sudafrica                                                              | Coppa d'Africa 2023 - Ottavi di finale                                 | -                                                                      |                                                                        |
| 22-3-2024                                                              | Agadir                                                                 | Marocco                                                                | 1 – 0                                                                  | Angola                                                                 | Amichevole                                                             | -                                                                      | 62’                                                                    |
| 26-3-2024                                                              | Agadir                                                                 | Marocco                                                                | 0 – 0                                                                  | Mauritania                                                             | Amichevole                                                             | -                                                                      |                                                                        |
| 7-6-2024                                                               | Agadir                                                                 | Marocco                                                                | 2 – 1                                                                  | Zambia                                                                 | Qual. Mondiali 2026                                                    | -                                                                      |                                                                        |
| 11-6-2024                                                              | Agadir                                                                 | Marocco                                                                | 6 – 0                                                                  | Rep. del Congo                                                         | Qual. Mondiali 2026                                                    | -                                                                      |                                                                        |
| 6-9-2024                                                               | Agadir                                                                 | Marocco                                                                | 4 – 1                                                                  | Gabon                                                                  | Qual. Coppa d'Africa 2025                                              | -                                                                      |                                                                        |
| 9-9-2024                                                               | Agadir                                                                 | Lesotho                                                                | 0 – 1                                                                  | Marocco                                                                | Qual. Coppa d'Africa 2025                                              | -                                                                      | cap.                                                                   |
| 12-10-2024                                                             | Oujda                                                                  | Marocco                                                                | 5 – 0                                                                  | Rep. Centrafricana                                                     | Qual. Coppa d'Africa 2025                                              | 1                                                                      | cap.                                                                   |
| 15-10-2024                                                             | Oujda                                                                  | Rep. Centrafricana                                                     | 0 – 4                                                                  | Marocco                                                                | Qual. Coppa d'Africa 2025                                              | -                                                                      | cap. 41’                                                               |
| 15-11-2024                                                             | Franceville                                                            | Gabon                                                                  | 1 – 5                                                                  | Marocco                                                                | Qual. Coppa d'Africa 2025                                              | -                                                                      | cap.                                                                   |
| 21-3-2025                                                              | Oujda                                                                  | Niger                                                                  | 1 – 2                                                                  | Marocco                                                                | Qual. Mondiali 2026                                                    | -                                                                      | cap. 66’                                                               |
| 6-6-2025                                                               | Fès                                                                    | Marocco                                                                | 2 – 0                                                                  | Tunisia                                                                | Amichevole                                                             | 1                                                                      | cap.                                                                   |
| 9-6-2025                                                               | Fès                                                                    | Marocco                                                                | 1 – 0                                                                  | Benin                                                                  | Amichevole                                                             | -                                                                      | 82’                                                                    |
| Totale                                                                 |                                                                        | Presenze (3º posto)                                                    | 85                                                                     |                                                                        | Reti                                                                   | 11                                                                     |                                                                        |

| Cronologia completa delle presenze e delle reti in nazionale ― Marocco olimpica | Cronologia completa delle presenze e delle reti in nazionale ― Marocco olimpica | Cronologia completa delle presenze e delle reti in nazionale ― Marocco olimpica | Cronologia completa delle presenze e delle reti in nazionale ― Marocco olimpica | Cronologia completa delle presenze e delle reti in nazionale ― Marocco olimpica | Cronologia completa delle presenze e delle reti in nazionale ― Marocco olimpica | Cronologia completa delle presenze e delle reti in nazionale ― Marocco olimpica | Cronologia completa delle presenze e delle reti in nazionale ― Marocco olimpica |
| Data                                                                            | Città                                                                           | In casa                                                                         | Risultato                                                                       | Ospiti                                                                          | Competizione                                                                    | Reti                                                                            | Note                                                                            |
| ------------------------------------------------------------------------------- | ------------------------------------------------------------------------------- | ------------------------------------------------------------------------------- | ------------------------------------------------------------------------------- | ------------------------------------------------------------------------------- | ------------------------------------------------------------------------------- | ------------------------------------------------------------------------------- | ------------------------------------------------------------------------------- |
| 24-7-2024                                                                       | Saint-Etienne                                                                   | Argentina olimpica                                                              | 1 – 2                                                                           | Marocco olimpica                                                                | Olimpiadi 2024 - 1º turno                                                       | -                                                                               | cap.                                                                            |
| 27-7-2024                                                                       | Saint-Etienne                                                                   | Ucraina olimpica                                                                | 2 – 1                                                                           | Marocco olimpica                                                                | Olimpiadi 2024 - 1º turno                                                       | -                                                                               | cap. 71’                                                                        |
| 30-7-2024                                                                       | Nizza                                                                           | Marocco olimpica                                                                | 3 – 0                                                                           | Iraq olimpica                                                                   | Olimpiadi 2024 - 1º turno                                                       | -                                                                               | cap.                                                                            |
| 2-8-2024                                                                        | Parigi                                                                          | Marocco olimpica                                                                | 4 – 0                                                                           | Stati Uniti olimpica                                                            | Olimpiadi 2024 - Quarti di finale                                               | 1                                                                               | cap.                                                                            |
| 5-8-2024                                                                        | Marsiglia                                                                       | Marocco olimpica                                                                | 1 – 2                                                                           | Spagna olimpica                                                                 | Olimpiadi 2024 - Semifinale                                                     | -                                                                               | cap.                                                                            |
| 8-8-2024                                                                        | Nantes                                                                          | Egitto olimpica                                                                 | 0 – 6                                                                           | Marocco olimpica                                                                | Olimpiadi 2024 - Finale 3º posto                                                | 1                                                                               | cap. 61’                                                                        |
| Totale                                                                          |                                                                                 | Presenze                                                                        | 6                                                                               |                                                                                 | Reti                                                                            | 2                                                                               |                                                                                 |

## Palmarès

### Club

#### Competizioni nazionali
- Supercoppa di Spagna: 1

Real Madrid: 2017
- Supercoppa di Germania: 1

Borussia Dortmund: 2019
- Campionato italiano: 1

Inter: 2020-2021
- Campionato francese: 4

Paris Saint-Germain: 2021-2022, 2022-2023, 2023-2024, 2024-2025
- Supercoppa francese: 3

Paris Saint-Germain: 2022, 2023, 2024
- Coppa di Francia: 2

Paris Saint-Germain: 2023-2024, 2024-2025

#### Competizioni internazionali
- Supercoppa UEFA: 2

Real Madrid: 2017
Paris Saint-Germain: 2025
- Coppa del mondo per club: 1

Real Madrid: 2017
- UEFA Champions League: 2

Real Madrid: 2017-2018
Paris Saint-Germain: 2024-2025

### Nazionale
- Bronzo olimpico: 1

Parigi 2024

### Individuale
- Giovane calciatore africano dell'anno: 2

2018, 2019
- Squadra dell'anno della Confédération Africaine de Football: 3

2019, 2023, 2024
- Globe Soccer Awards: 1

Giovane calciatore arabo dell'anno: 2019
- Squadra africana dell'anno della IFFHS: 5

2020, 2021, 2022, 2023, 2024
- ESM Team of the Year: 1

2021
- IFFHS Team of the Year: 2

2021, 2022
- Miglior marocchino in un campionato straniero: 2

2021, 2022
- Squadra del torneo della Coppa d'Africa: 1

Camerun 2021
- Gran Galà del calcio AIC: 1

Squadra dell'anno: 2021
- All-Star Team dei Mondiali: 1

Qatar 2022
- FIFA FIFPro World XI: 1

2022
- Trophées UNFP du football: 3

Squadra dell'anno Ligue 1: 2023, 2024, 2025
- Squadra della stagione della UEFA Champions League: 1

2024-2025